# 哈德逊河派

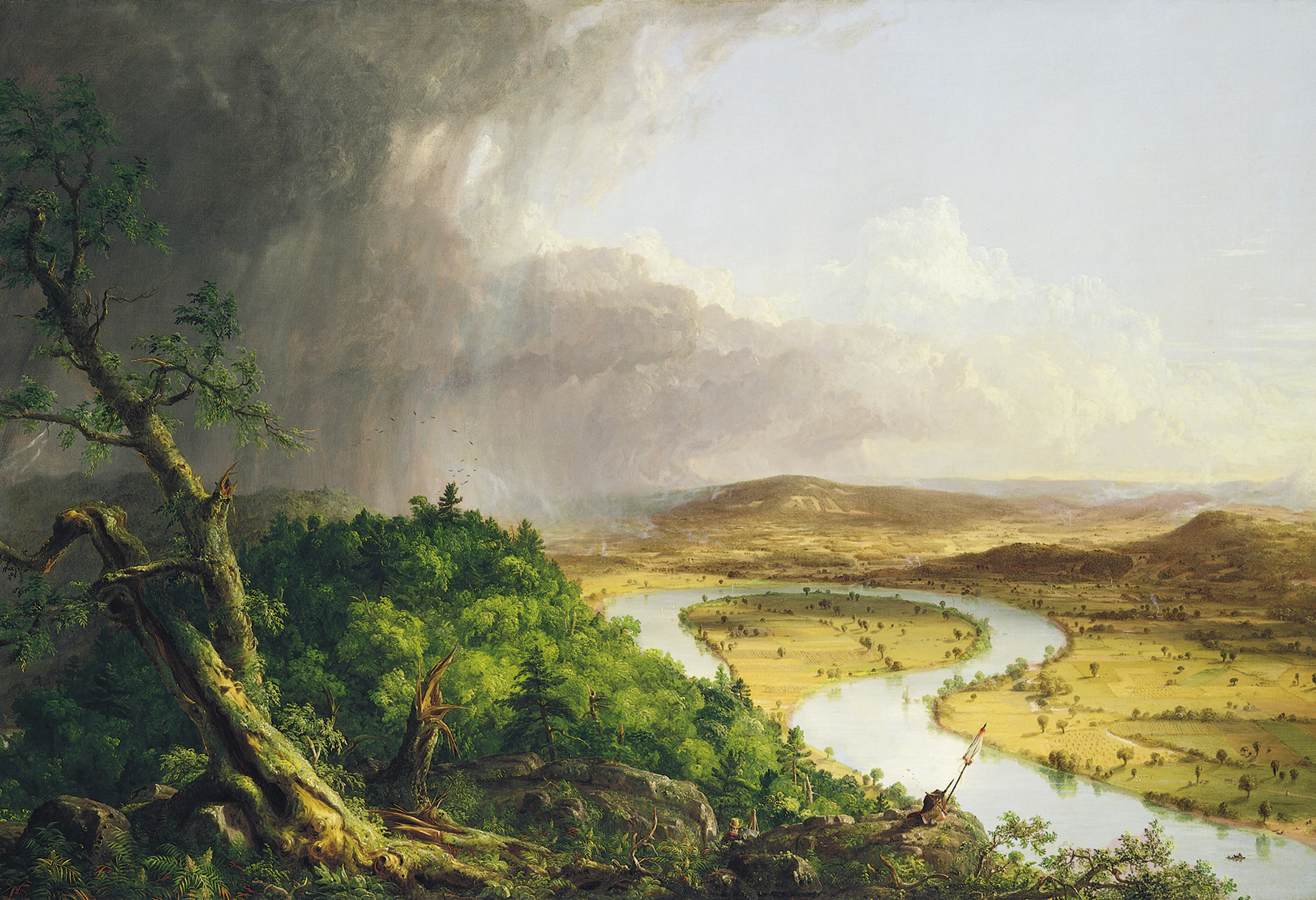
《牛軛湖》，托馬斯·科爾，1836年，大都會藝術博物館

哈德遜河派（英語：Hudson River School）是由一批受浪漫主義影响的美國風景畫家發起於19世紀中期的藝術運動。之所以叫“哈德遜河派”，是因為該畫派的早期主要作品描繪的都是哈得遜河谷及其周邊景色，如哈德逊河谷周边的卡茲奇山、阿第倫達克山脈、白山山脈。第二代哈德遜河派畫家開始將範圍擴展到新英格蘭、加拿大海洋省份、美國西部和南美洲。“Hudson River School”一词的具體出現時間並無定論，最有可能的情況是來自藝術評論家克拉倫斯·庫克或者風景畫家霍姆·道奇·馬丁。

## 特征
哈德遜河畫派的畫作反映了19世紀美國的三大主題：發現、探索和移民。該畫派還將美國的風景描繪成一種田園風光，人類和自然在此和平共處。哈德遜河畫派風景畫的特點為其對自然的寫實、細致的描繪，有時甚至是理想化的描繪，常將安寧的農耕與哈德遜河谷迅速消失的荒野並列在一起，而荒野為人所欣賞之處正是其粗獷和雄偉的特質。儘管哈德遜河畫派藝術家對宗教信仰的虔誠程度不同，但他們大體上認為，美國景觀形態中的本質反映了上帝。他們受到歐洲大師的啟發，如克勞德·洛蘭、約翰·康斯特勃和J·M·W·特納。哈德遜河畫派中有幾位畫家是杜塞爾多夫畫派的成員，其他畫家則接受過德國人保羅·韋伯的指導。

## 人物

### 托馬斯·科爾
一般認為畫家托馬斯·科爾是哈德遜河派的創始人。他在伊利運河開通的1825年秋坐汽船溯哈德遜河而上，第一站停靠在紐約州西點，在卡茨基爾（Catskill）登陸，他向西爬上卡茨基爾山繪製了該地區的第一幅風景畫。這幅畫的評論出現在1825年12月22日的《紐約晚郵報》上。其密友阿什·布朗·杜蘭德也成了該學派的主要人物。

### 第二代

《尼亞加拉大瀑布》，弗雷德里克·埃德溫·丘奇，1857年，国家美术馆

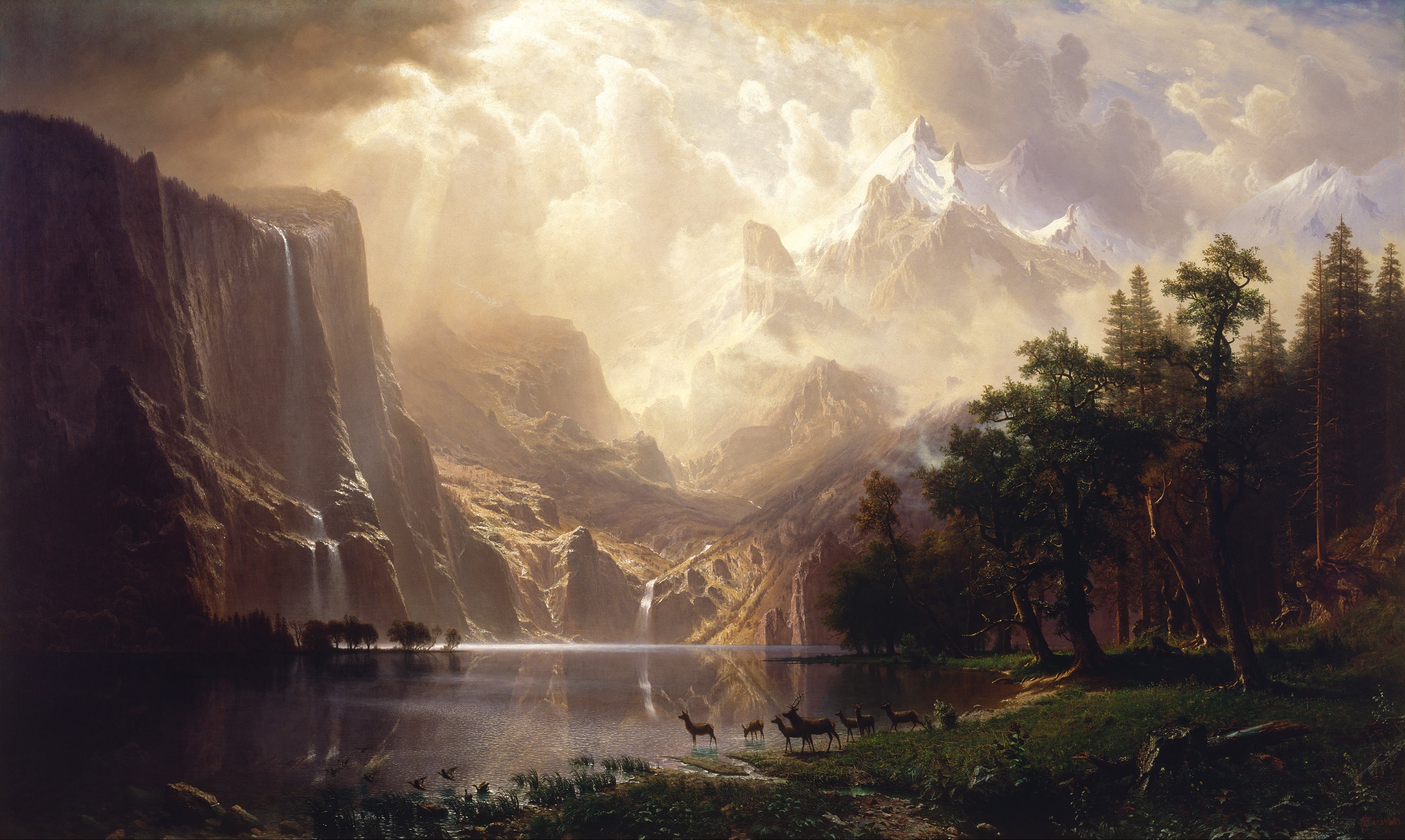
《加利福尼亞州，內華達山脈之中》，阿爾伯特·比爾施塔特，1868年，史密森尼美國藝術博物館

在1848年科爾逝世後，第二代哈德遜河派畫家出現，其成員包括科爾的學生弗雷德里克·埃德溫·丘奇、約翰·弗雷德里克·肯塞特和桑福德·羅賓遜·吉福德。他們的作品也常被劃分為外光派。此外，包括上述三位畫家在內的一些哈德遜河派成員也是紐約市大都會藝術博物館的創始人。
大多數哈德遜河派的傑作出現在1855年至1875年間，在這段時期內，弗雷德里克·埃德溫·丘奇和阿爾伯特·比爾施塔特成為了藝術界名流。他們的畫風受到了德國杜塞爾多夫畫派的影響，其實比爾施塔特還在杜塞爾多夫學習過數年時間。當丘奇的《尼亞加拉大瀑布》（Niagara）等作品展出時，常可以吸引大量觀眾參觀。